# Безпольотні зони (Ірак)

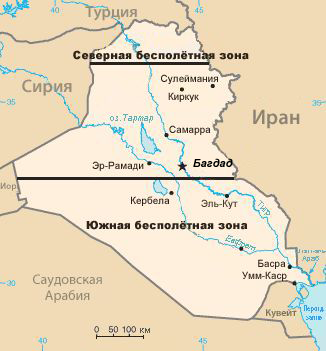
Межі безпольотних зон на півночі та півдні Іраку

Іракські безпольотні зони були введені міжнародною коаліцією після завершення війни в Перській затоці (1991) для забезпечення безпеки курдського та шиїтського населення в Іраку та проіснували до початку Іракської війни (2003).

## Створення
У березні 1991 року відразу після завершення міжнародної військової операції "Буря в пустелі " в Іраку почалося повстання курдів та шиїтів, яке, однак, було швидко придушене іракською армією. Слідом за цим США та низка інших країн розгорнули гуманітарну операцію «Provide Comfort» на півночі країни для допомоги курдським біженцям. Для того, щоб перешкодити використанню іракської авіації проти курдів, США, Велика Британія та Франція оголосили про створення так званої безпольотної зони, межа якої була встановлена по 36 паралелі. Поява літаків ВПС Іраку у цьому районі була заборонена.
Друга заборонена зона була введена над півднем Іраку для захисту шиїтів у серпні 1992 року (на південь від 32-ї паралелі). Як правове обґрунтування свого рішення союзники посилалися на резолюцію Ради Безпеки ООН 688 (1991), хоча фактично текст резолюції не санкціонував створення подібних зон. Ірак ніколи не визнавав їх.
Обидві безпольотні зони патрулювалися бойовою авіацією союзників (Франція припинила участь у патрулюванні 1998 року). На півночі це здійснювалося в рамках операції Provide Comfort, а з 1997 року — «Північна варта» (Northern Watch). На півдні проводилася операція «Південна варта» (Southern Watch), з 2002 року — «Південний фокус» (Southern Focus).

## Хронологія подій

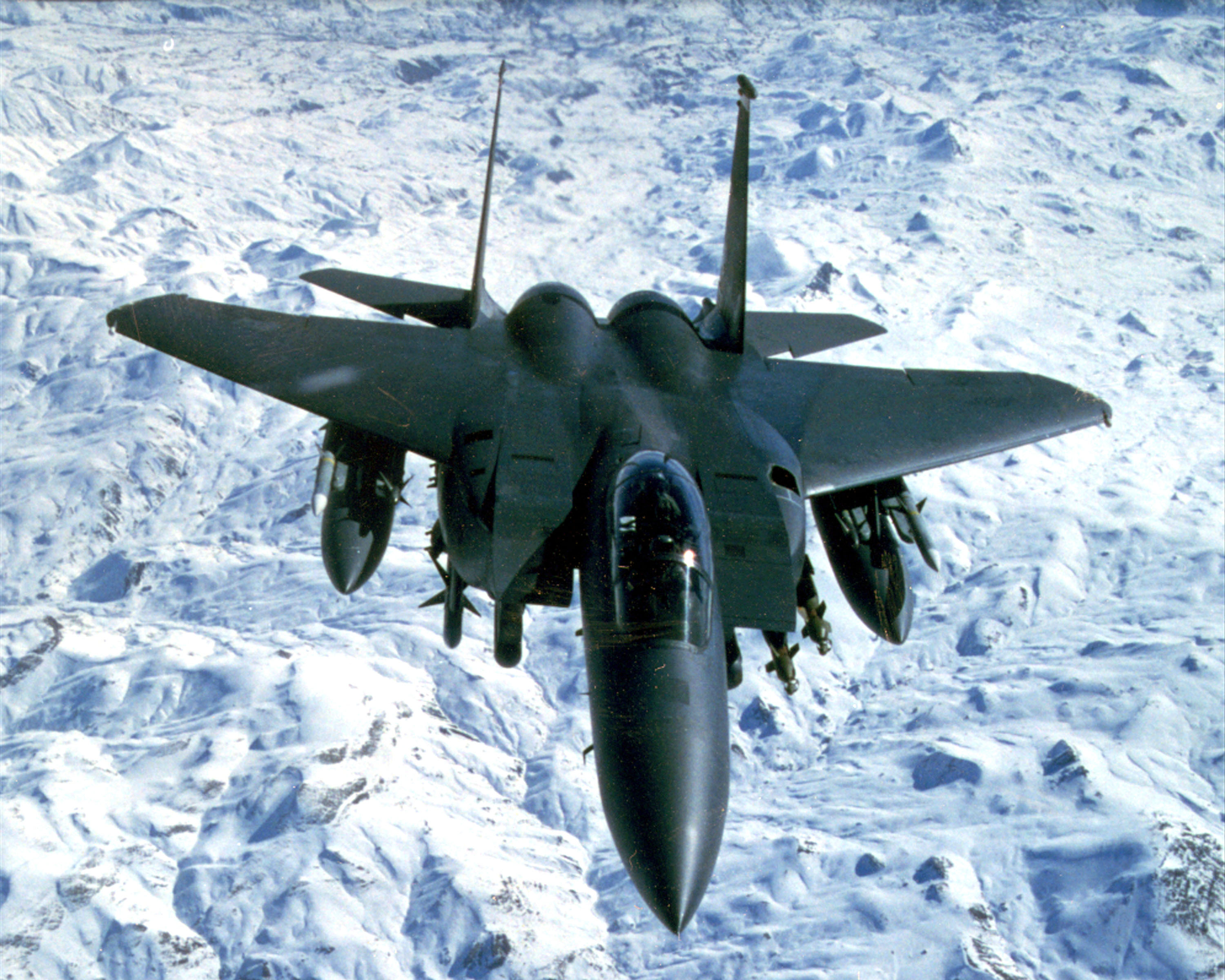
Американський F-15E над засніженими горами Північного Іраку, лютий 1999 року

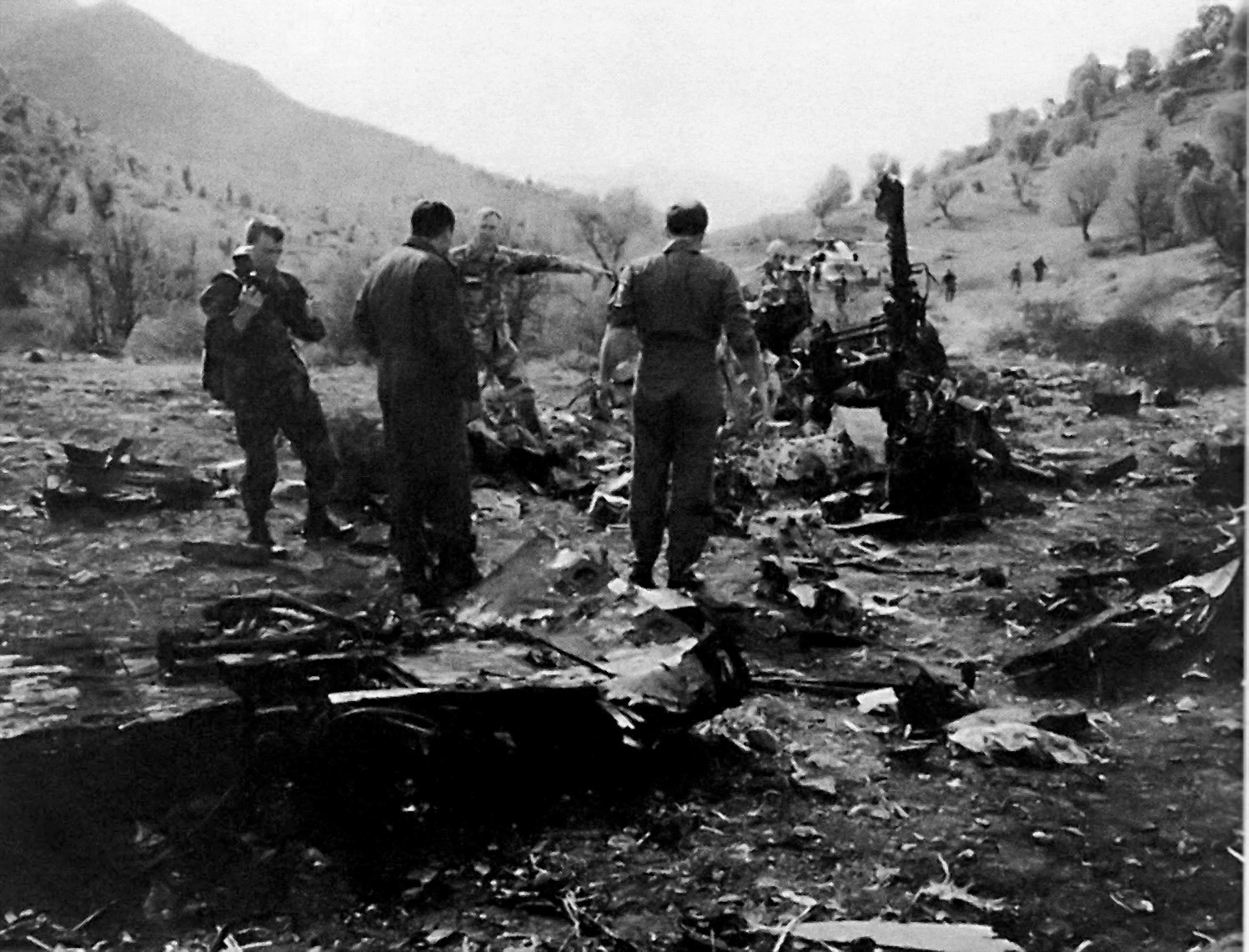
Уламки пари американських Black Hawk, збитих американськими винищувачами F-15

- Грудень 1992 — загострення ситуації на півдні Іраку у зв'язку з розміщенням там зенітно-ракетних комплексів, здатних збивати авіацію союзників. Американським винищувачем F-16 збитий іракський МіГ-25 97-ї ескадрильї, іракський пілот капітан Лаїт Хашим Тхенон катапультувався.
- Січень 1993 — авіація США, Великої Британії та Франції завдала ударів по позиціях іракської ППО на півдні країни. У повітряному бою збито іракський винищувач МіГ-23.
- Квітень 1994 — трагічний інцидент у північній безпольотній зоні. Американськими винищувачами F-15 помилково було збито два вертольоти UH-60, які перевозили персонал ООН під час операції «Забезпечення комфорту». Загинуло 26 людей.
- Вересень 1996 — вслід за втручанням іракських військ у громадянську війну в Курдистані США провели проти Іраку обмежену військову операцію "Удар у пустелі " (Desert Strike). Кордон південної безпольотної зони піднято до 33-ї паралелі (Франція відмовилася визнати новий кордон).
- Грудень 1998 — після американо-британської військової операції "Лис пустелі " (Desert Fox) система ППО Іраку почала діяти в обох безполітних зонах. Це спричинило постійні інциденти, оскільки активізація ППО становила потенційну загрозу для авіації союзників. У 1998—2003 роках літаки США та Великої Британії сотні разів фіксували роботу іракських радарів або обстрілювались зенітними засобами. У відповідь на це вони завдавали ударів по позиціях ППО.
- Літо 2002 — активність авіації союзників значно зросла, вона стала набагато частіше завдавати попереджувальних ударів, поступово придушуючи іракську ППО у півночі та півдні країни.
- Грудень 2002 — іракським винищувачем МіГ-25 у повітряному бою збитий американський безпілотний літак MQ-1 Predator.[1]
- Весна 2003 — режим Саддама Хусейна в Іраку повалено в результаті військової операції США та Великої Британії. Обидві безпольотні зони припинили існування.

Таким чином, виходячи із зазначених вище даних, в результаті повітряних боїв над Іраком з 1992 по 2002 рік було втрачено 2 іракські винищувачі, коаліція в свою чергу втратила 3 літальних апарати (1 безпілотник і 2 вертольоти), причому 2 від «дружнього вогню».